# Nawojów Śląski
Nawojów Śląski est une localité polonaise de la gmina et du powiat de Lubań en voïvodie de Basse-Silésie.